# Julia Laffranque
Julia Laffranque (nazwisko panieńskie: Vahing; ur. 25 lipca 1974) – estońska prawniczka i sędzia, od 2011 roku sędzia w Europejskim Trybunale Praw Człowieka (w latach 2015–2018 wiceprzewodnicząca II wydziału), od 2020 roku w Sądzie Najwyższym Estonii (Riigikohus). W latach 2011–2016 wykładowczyni prawa europejskiego na Uniwersytecie w Tartu, później visiting professor.
W 2019 roku kandydowała na Europejską Rzeczniczkę Praw Obywatelskich.
Poza doktoratem prawa macierzystego Uniwersytetu w Tartu posiada tytuł LLM (magister prawa) Uniwersytetu w Münster. Autorka szeregu artykułów i podręczników w dziedzinie prawa europejskiego, praw człowieka i prawa konstytucyjnego.
Odznaczona francuskim orderem kawalera Legii Honorowej (2004 rok) oraz estońskim Orderem Gwiazdy Białej (2005 rok, IV klasy).
Prywatnie córka pisarki Maimu Berg oraz pisarza i psychiatry Vaino Vahinga.